# Tanay (Rizal)
Tanay é um município de  primeira classe de renda municipal (d) na província Rizal, nas Filipinas. De acordo com o censo de 1 de maio  de  2020 possui uma população de 139 420 pessoas e 33 178 domicílios.